# Astillero Naval de Puget Sound
Astillero Naval de Puget Sound (en inglés Puget Sound Naval Shipyard and Intermediate Maintenance Facility (PSNS & IMF)) es un astillero de la Armada de los Estados Unidos que cubre 179 acres (0,7 km ²) en el estrecho de Puget en Bremerton, Washington. Históricamente fue conocido como Puget Sound Navy Yard o Bremerton Navy Yard.
Es la instalación naval de servicios costeros más grande del Pacífico noroeste, y una de las instalaciones industriales estatales más grandes del estado de Washington. PSNS & IMF proporciona a la Marina mantenimiento, modernización y apoyo técnico y logístico.

## Historia
El astillero se estableció en 1891 como una estación naval y fue designado como Puget Sound Naval Shipyard en 1901. Durante la Primera Guerra Mundial, el astillero construyó buques, incluyendo 25 cazasubmarinos, siete submarinos, dos dragaminas, siete remolcadores y dos buques de municiones, así como 1700 barcos pequeños. Durante la Segunda Guerra Mundial, el esfuerzo principal del astillero era la reparación de daños en combate a los buques de la flota de los Estados Unidos y de sus aliados.
Después de la Segunda Guerra Mundial, Navy Yard Puget Sound fue designado astillero Naval. Se dedica a un amplio programa de modernización de los portaaviones, incluyendo la conversión de las cubiertas convencionales de vuelo a cubiertas angulares. Durante la guerra de Corea el astillero se dedica a la activación de los buques. A finales de 1950, entró en una nueva era de construcción, con la construcción de una nueva clase de fragatas de misiles guiados. En 1965, el USS Sculpin (SSN 590) fue el primer submarino de propulsión nuclear en recibir mantenimiento en el PSNS. El astillero fue designado Hito Histórico Nacional en 1992.  El distrito histórico incluye 22 edificios y 42 estructuras contribuyentes, así como 49 edificios, estructuras y objetos no contribuyentes.